# مارتین فیلو
مارتین فیلو (چکی: Martin Fillo؛ زادهٔ ۷ فوریهٔ ۱۹۸۶) بازیکن فوتبال اهل جمهوری چک است.
از باشگاه‌هایی که در آن بازی کرده‌است می‌توان به باشگاه فوتبال وایکینگ، باشگاه فوتبال ویکتوریا پلزن، باشگاه فوتبال برنتفورد، باشگاه فوتبال ملادا بولسلاف، و باشگاه فوتبال تپلیس اشاره کرد.
وی همچنین در تیم‌های ملی فوتبال زیر ۲۱ سال جمهوری چک و جمهوری چک بازی کرده‌است.